# فرودگاه رتنست ایسلند
فرودگاه رتنست ایسلند (به انگلیسی: Rottnest Island Airport) یک فرودگاه همگانی با کد یاتا RTS است که یک باند فرود آسفالت دارد و طول باند آن ۱۲۹۰ متر است. این فرودگاه در کشور استرالیا قرار دارد و در ارتفاع ۳ متری از سطح دریا واقع شده‌است.

## شرکت‌های هواپیمایی و مقصدهای پروازی
| شرکت‌های هواپیمایی | مقصدهای پروازی |
| ----------------- | -------------- |
| Rottnest Air Taxi | جانداکوت       |